# بيتر هوبسون (أستاذ جامعي)
بيتر هوبسون (بالإنجليزية: Peter Hobson)‏ هو عالم نفس وطبيب نفسي بريطاني، ولد في 23 نوفمبر 1949.